# Мариана Коцева
Мариана Михайлова Коцева е български статистик и университетски преподавател.

## Биография
Мариана Коцева е родена на 12 март 1967 г. в град Бяла, област Русе. Омъжена е, има 2 деца.

### Образование
Средното си образование получава в Математическа гимназия „Баба Тонка“, Русе. През 1990 г. завършва магистърска степен по „Статистика“ в Университета за национално и световно стопанство в София. През 1995 г. става доктор по „Статистика и демография“ в УНСС. Обучението си продължава в Нюйоркския университет и Централноевропейския университет в Будапеща, Унгария.
Владее английски и руски език.

### Научен и професионален път
Дълги години Коцева е доцент по икономика и асоцииран преподавател към УНСС. В периода 1998 – 2002 г. е била гост-преподавател в Централноевропейския университет в Будапеща, Унгария.
Професионалният ѝ опит включва и работа като съветник на българския президент, на програмата на ООН за развитие, както и на министерството на труда и заетостта на Сърбия.
Коцева оглавява НСИ в периода от 25 януари 2008 г. до 21 април 2012 г.
През април 2012 г. Коцева печели конкурс и става специален съветник в статистическа служба към европейската комисия – Евростат. Две години по-късно, през юли 2014 г., тя става заместник генерален директор на Евростат.
От 1 януари 2017 г. оглавява европейската статистическа служба Евростат, поемайки поста от излезлия в пенсия генерален директор Валтер Радермахер, който заема поста от август 2008 г.